# Glypta petila
Glypta petila är en stekelart som beskrevs av Dasch 1988. Glypta petila ingår i släktet Glypta och familjen brokparasitsteklar. Inga underarter finns listade i Catalogue of Life.